# Hans Wallson
Hans Wallson (* 20. September 1966 in Kiruna) ist ein schwedischer Eishockeytrainer und ehemaliger -spieler. Bis Ende Dezember 2017 war er Cheftrainer der ZSC Lions in der National League A (NLA).

## Karriere
Wallson verbrachte den Großteil seiner Spielerlaufbahn in seiner Heimatstadt Kiruna. Zwei Jahre spielte er für Kiruna IF (später Team Kiruna) in der zweithöchsten schwedischen Spielklasse Allsvenskan, ansonsten in der dritten Liga oder darunter. Noch während seiner Spielerkarriere, die 2005 endete, übernahm er in Kiruna Traineraufgaben.
Beim Skellefteå AIK war er ab 2009 als Trainer in der Nachwuchsabteilung angestellt und war bereits als künftiger Cheftrainer der Männermannschaft des Vereins in der ersten schwedischen Liga SHL vorgesehen. Als Skellefteå im Februar 2013 kurz vor den Playoffs Cheftrainer Anders Forsberg entließ, da bekannt wurde, dass dieser nach der laufenden Saison zum Ligakonkurrenten Modo wechseln würde, übernahm Wallson, der zu dem Zeitpunkt die U20 des Klubs trainierte, die Führung der Mannschaft gemeinsam mit den Assistenztrainern Stefan Klockare und Bert Robertsson. Skellefteå war zu diesem Zeitpunkt Tabellenführer. Unter Wallsons Leitung beendete die Mannschaft die Punktrunde als Erster und wurde in den folgenden Playoffs zum ersten Mal seit 1977/78 schwedischer Meister.
In der Folgesaison 2013/14 führte Wallson Skellefteå erneut zum Meistertitel und wurde von der Vereinigung der schwedischen Eishockeyberichterstatter zum besten Trainer der Saison gekürt.
Zum dritten Mal in Folge beendete Skellefteå in der Saison 2014/15 die SHL-Punktrunde als Tabellenführer. Unter Wallsons Führung erreichte man in den Playoffs als Titelverteidiger erneut das Finale, unterlag dort aber dem Växjö Lakers HC. Wallson wurde als SHL-Trainer des Jahres ausgezeichnet. In der Champions Hockey League schied seine Mannschaft im Halbfinale aus.
In der Saison 2015/16 lenkte Wallson Skellefteå ins Viertelfinale der Champions Hockey League, wo man dem HC Davos unterlag, und abermals als Tabellenerster in die SHL-Playoffs. Man stieß erneut in die Finalserie vor, musste sich dort aber Frölunda HC geschlagen geben.
Im April 2016 unterschrieb Wallson einen Zweijahresvertrag bei den ZSC Lions aus der Schweizer National League A (NLA) und brachte seinen Assistenten Lars Johansson mit, mit dem er bereits bei Skellefteå zusammengearbeitet hatte. In der Saison 2016/17 wurde Zürich unter Wallsons Leitung Zweiter der Punktrunde und schied im Viertelfinal der Meisterrunde aus. Ende Dezember 2017 wurde er beim ZSC entlassen, der Klub begründete den Schritt mit dem Ausbleiben des sportlichen Erfolgs und der fehlenden Entwicklung der Mannschaft. Zum Zeitpunkt der Trennung lagen die Zürcher auf dem siebten Rang der National League.
Ab der Saison 2020/21 betreute Wallson in seinem Heimatland den Zweitligisten IF Björklöven. Er verließ den Verein im Februar 2022, als er und seine Familie sich im Internet persönlicher Angriffe ausgesetzt sahen. Wallson wurde im November 2022 Assistenztrainer von Sparta Prag in Tschechien. Im Oktober 2023 trat er das Amt des Assistenztrainers beim norwegischen Verein Nidaros an und wurde damit Mitarbeiter seines dort als Cheftrainer angestellten Sohnes Victor.

## Erfolge und Auszeichnungen
- 2013 Schwedischer Meister mit Skellefteå AIK
- 2014 Schwedischer Meister mit Skellefteå AIK
- 2015 Schwedische Vizemeister mit Skellefteå AIK
- 2015 Årets Coach (Trainer des Jahres)